# Edmond Marin La Meslée

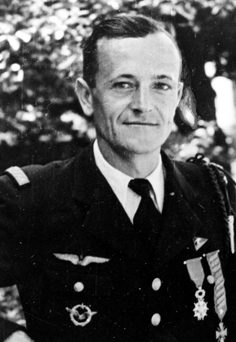
Edmond Marin la Méslée, 1940

Edmond Marin La Meslée (* 5. Februar 1912 in Valenciennes; † 4. Februar 1945 nahe Dessenheim, Elsass) war ein französischer Kampfpilot im Zweiten Weltkrieg.

## Leben
Während des deutschen Angriffs auf Frankreich war er als Berufssoldat bei der Jagdgruppe I/5 stationiert und wahrscheinlich der erfolgreichste französische Pilot in diesem Feldzug. Mit seiner P-36, einem Flugzeug amerikanischer Bauart, schoss er vom 12. bis zum 19. Mai 1940 neun deutsche Flugzeuge ab, davon vier Ju 87 bei einem einzigen Einsatz.
Seinen ersten Luftsieg hatte er am 17. Januar 1940 gegen eine Do 17 errungen. Als am 21. Juni 1940 Frankreich kapitulierte, hatte Marin La Meslée in 101 Kampfeinsätzen 15 bestätigte und fünf unbestätigte Luftsiege errungen und war zum Kommodore der Jagdgruppe I/5 befördert worden. Er wurde am 4. Februar 1945 nahe Dessenheim durch deutsche Flak abgeschossen.
Er wurde auf dem Friedhof von Dole beerdigt.